# Achilleus Tatios (Astronom)
Achilleus Tatios (griechisch Ἀχιλλεὺς Τάτιος, lateinisch Achilles Tatius) war ein antiker griechischer Astronom.
Die Herkunft und Biografie des Achilleus sind unbekannt. In der Suda, einer byzantinischen Enzyklopädie, wird er irrtümlich mit dem Schriftsteller Achilleus Tatios gleichgesetzt. Er wird ins 3. Jahrhundert eingeordnet, weil er einerseits Astronomen des 2. Jahrhunderts zitiert, andererseits selbst von Iulius Firmicus Maternus im 4. Jahrhundert zitiert wird.
Zwei verlorene Werke tragen die Titel ἐτυμολογία und ἱστορία σύμμικτος. Von seiner Schrift περὶ σφαιρῶν ist der erste Teil mit dem Titel περὶ τοῦ πατρός zu einer Einführung in die Phainomena des Arat umgeschrieben worden und so (neben kleineren Fragmenten) erhalten geblieben.

## Ausgaben
- Ernst Maass: Commentariorum in Aratum reliquiae. Weidmann, Berlin 1898 (Digitalisat), S. 25–85. Kritische Ausgabe der erhaltenen Excerpte aus des Aratos-Isagoge (Περὶ τοῦ παντός) und Achilleus’ Aratcommentar, dem ein Γένος Ἀράτου καὶ βίος vorangeht.